# Aqua (ban nhạc)
Aqua là một ban nhạc pop/nhạc sàn Đan Mạch nổi tiếng cho đĩa đơn thành công vượt trội của họ năm 1997 tên là "Barbie Girl". Ban nhạc này được thành lập năm 1989, và đã giành được thành công lớn khắp thế giới cuối thập niên 1990 và đầu thập niên 2000. Dù bị giới truyền thông chỉ trích, nhóm nhạc này đã vươn lên dẫn đầu Bảng xếp hạng đĩa đơn Anh quốc (UK Singles Chart) với 3 đĩa đơn đầu tiên, một thành công mà ít nghệ sĩ đạt được. Nhóm nhạc này đã phát hành 3 album, Aquarium năm 1997, Aquarius năm 2000, Megalomania năm 2011. Nhóm nhạc này đã bán được khoảng 33 triệu album và đĩa đơn. Giúp họ trở thành nhóm nhạc Đan Mạch thành công nhất mọi thời đại.
Trong thời kỳ đầu của mình, Aqua đã làm cho các đĩa đơn của họ xếp nhóm top 10 ở một số quốc gia nơi biểu diễn nhạc pop châu Âu thường không thành công, bao gồm Hoa Kỳ, Canada, Úc, Brasil và Nhật Bản. Ban nhạc này cũng gây tranh cãi về lộng ngữ trong đĩa đơn "Barbie Girl" của họ, với việc nhà sản xuất búp bê Barbie là Mattel đã đệ đơn kiện nhóm nhạc này. Vụ kiện này cuối cùng đã bị bác bỏ vào năm 2002.
Nhóm nhạc này gồm hai thành viên hát chính là Lene Nystrøm (sinh ngày 2-10-1973) và René Dif (sinh ngày 17-10-1967), nghệ sĩ chơi đàn organ Søren Rasted (sinh ngày 13-6-1969), nghệ sĩ chơi guita Claus Norreen (sinh ngày 5-6-1970). Tất cả thành viên đều là người Đan Mạch, ngoại trừ Lene là người Na Uy. Nhóm tan rã năm 2001, Lene, René và Søren đã giành được thành công trên bảng xếp hạng solo, còn Claus đã tiếp tục trong ngành âm nhạc remixing các tư liệu của các nghệ sĩ khác. Ngày 26-10-2007, nhóm thông báo sẽ tổ chức 1 tour lưu diễn nhằm tái hợp nhóm cũng như việc phát hành album tổng hợp có tài liệu mới. Album thứ ba của nhóm, Megalomania xuất bản vào ngày 3-10-2011. Sau tour lưu diễn tái hơp nhóm từ 2008-2012, nhóm lại tan rã lần thứ 2. Đến tháng 9-2016, nhóm thông báo sẽ biểu diễn ít nhắt là 10 buổi hòa nhạc nữa trong lễ hội âm nhạc Vi Elsker 90'erne (Chúng tôi yêu những năm 90) nhưng sẽ không có sự góp mặt của nghệ sĩ guitar Claus vì anh muốn tập trung cho sự nghiệp của mình, nhưng vẫn xem mình là thành viên của gia đình Aqua.
Rene và Lene đã từng là một cặp khi anh mời cô vào nhóm nhạc năm 1994 và họ đã chia tay 3 năm sau đó. Ngày 25-8-2001, Lene và Søren đã tổ chức đám cưới tại Las Vegas. Năm 2004, họ chuyển nhà từ Đan Mạch đến Luân Đôn sinh sống. Họ đã có một cô con gái lớn tên India và cậu con trai tên Billy. Cặp đôi này tuyên bố ly dị vào ngày 27-4-2017 sau 16 năm sống cùng nhau.

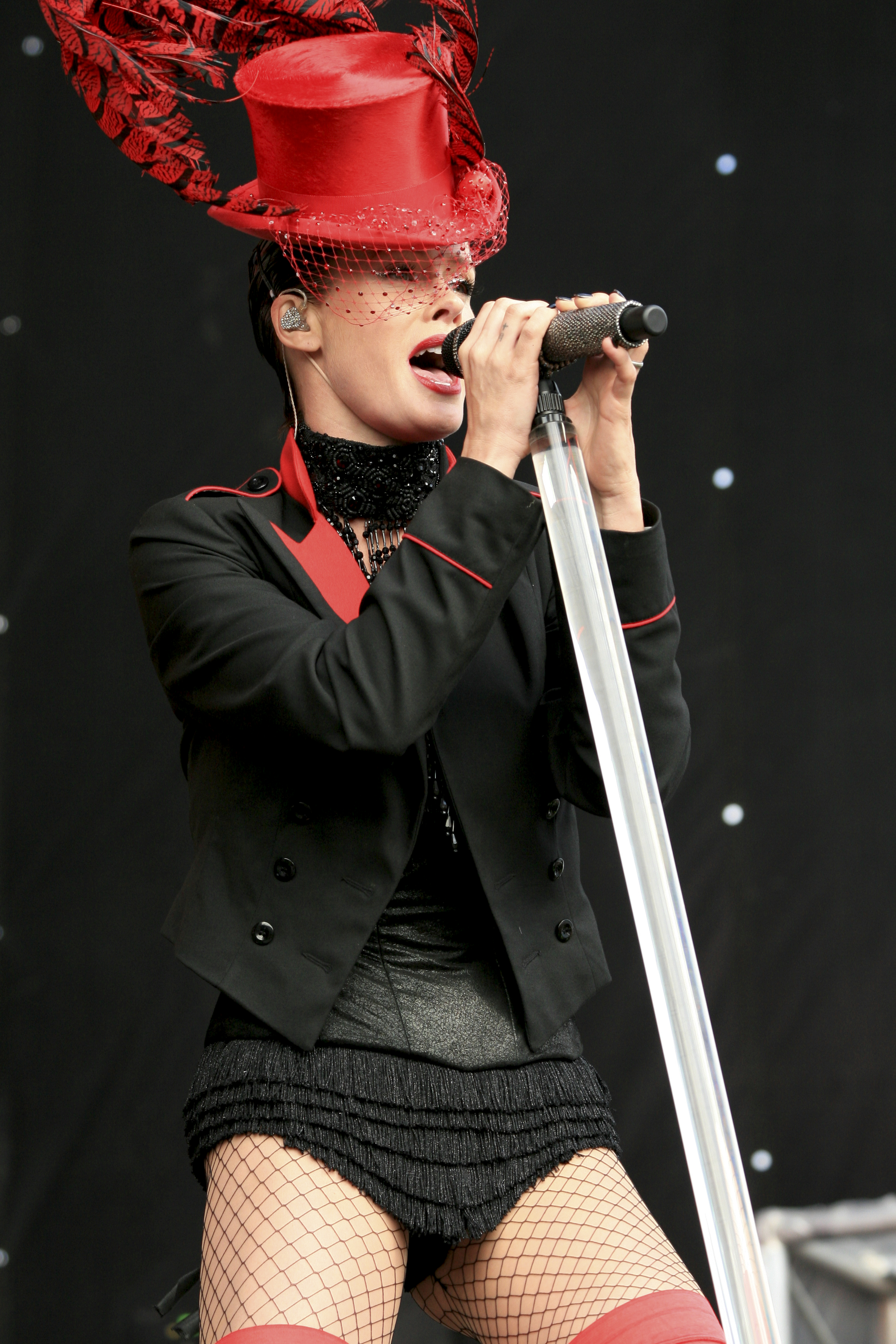
Nữ hát chính Lene Grawford Nystrøm
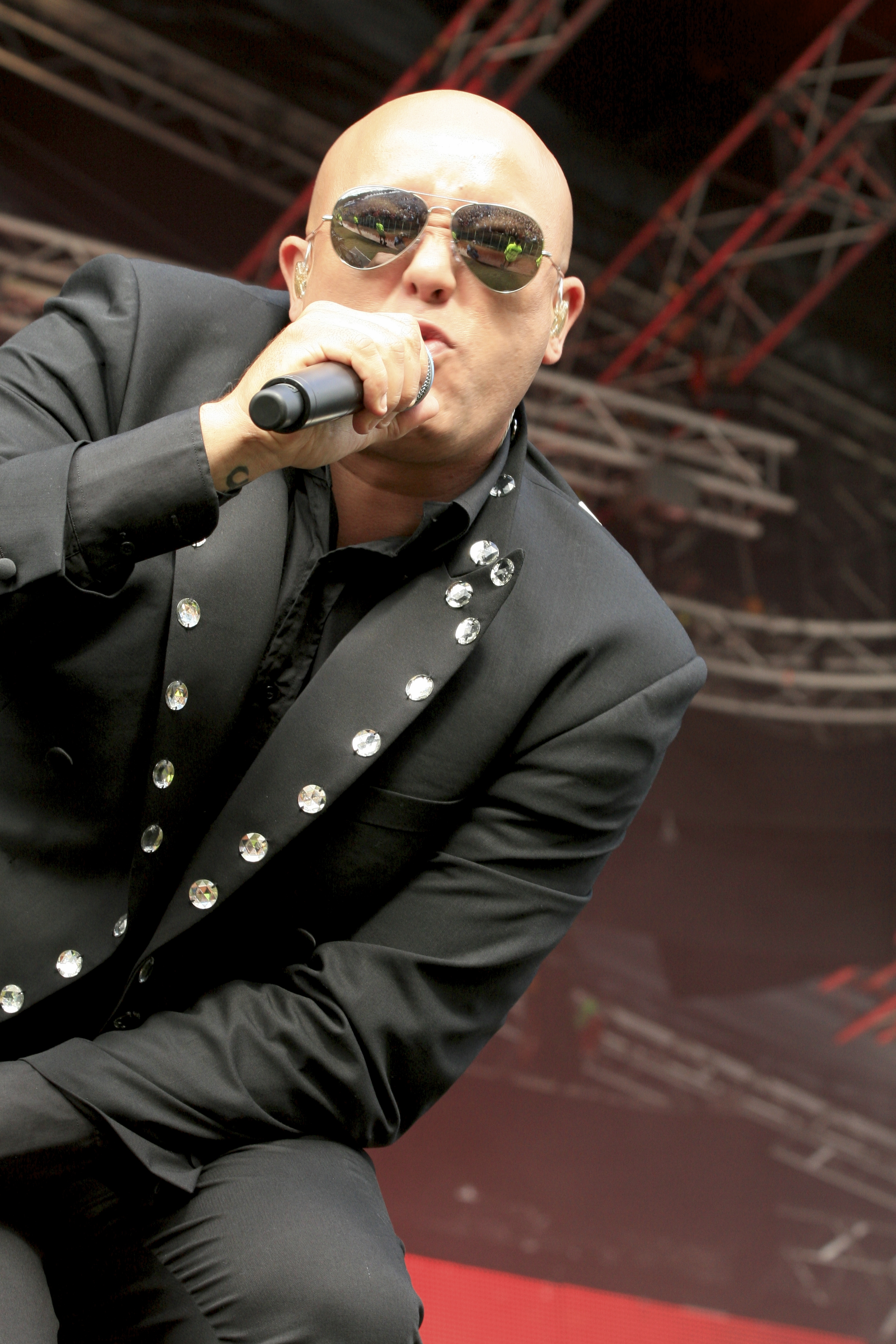
Nam hát chính René Dif
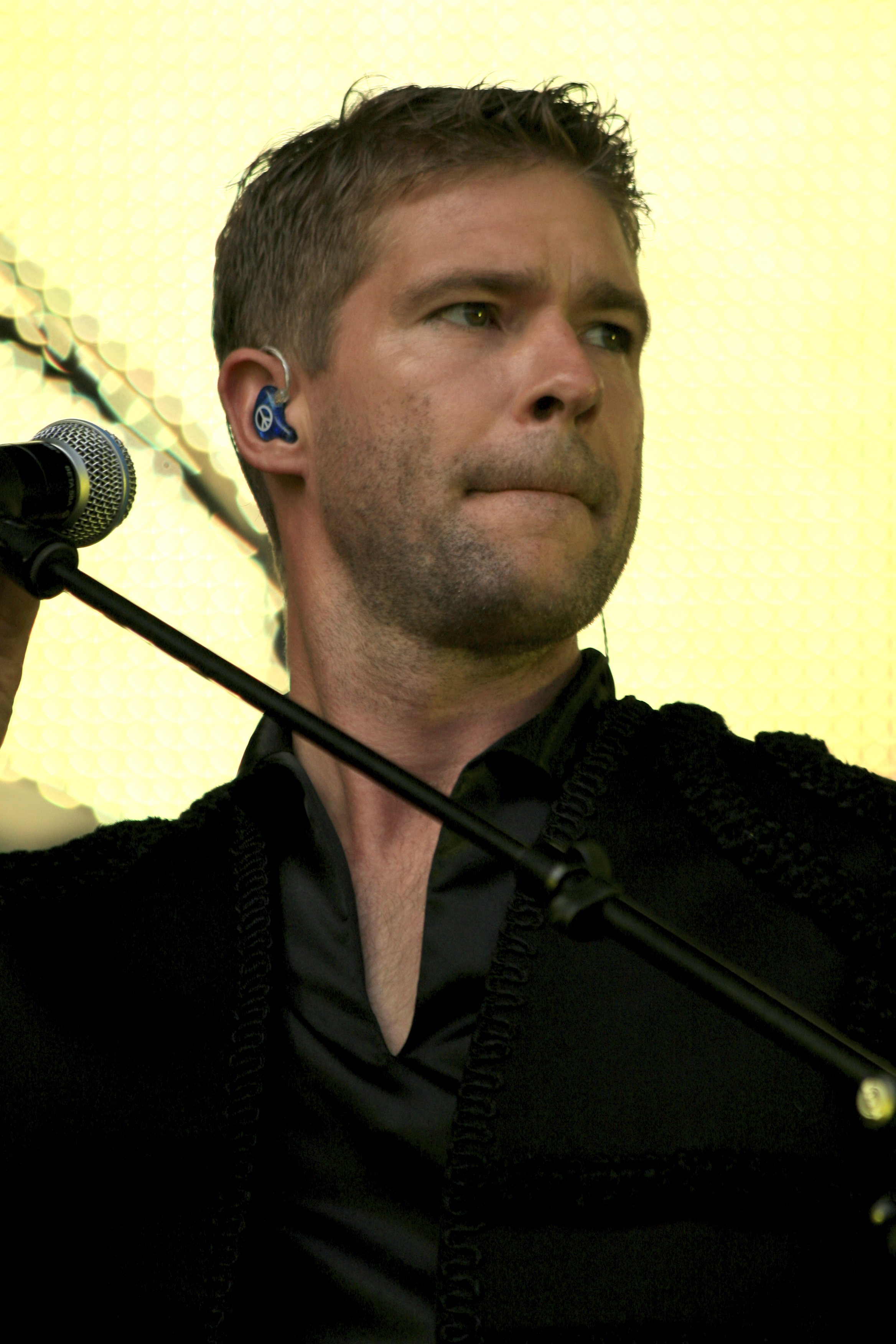
Chơi organ Søren Rasted
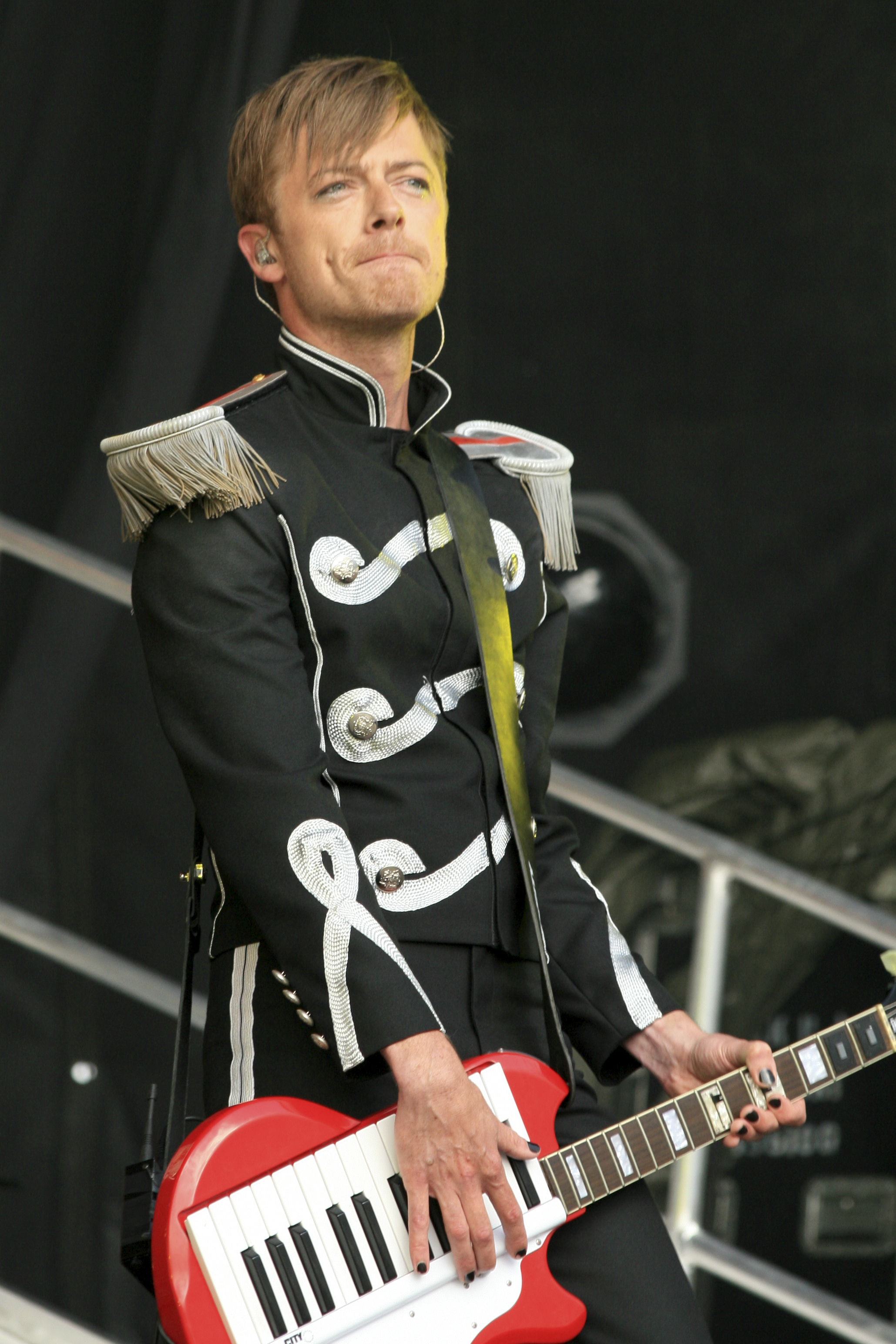
Chơi guitar Claus Norreen